# Gleichschritt
Der Ausdruck Gleichschritt bezeichnet die synchrone Beinbewegung von zwei oder mehr Personen.
Die Aufstellung kann in Reihe oder in Linie erfolgen. Das Marschtempo wird in Schritten pro Minute gemessen.
Der Gleichschritt wird besonders vom Militär eingesetzt zur Einübung von Disziplin beim Exerzieren und Demonstration von Geschlossenheit bei Paraden. Auch zivile Musikkapellen bedienen sich bei öffentlichen Umzügen des Gleichschritts. Mit ihm ist es möglich, eine große Gruppe von Personen auf engstem Raum zu bewegen.

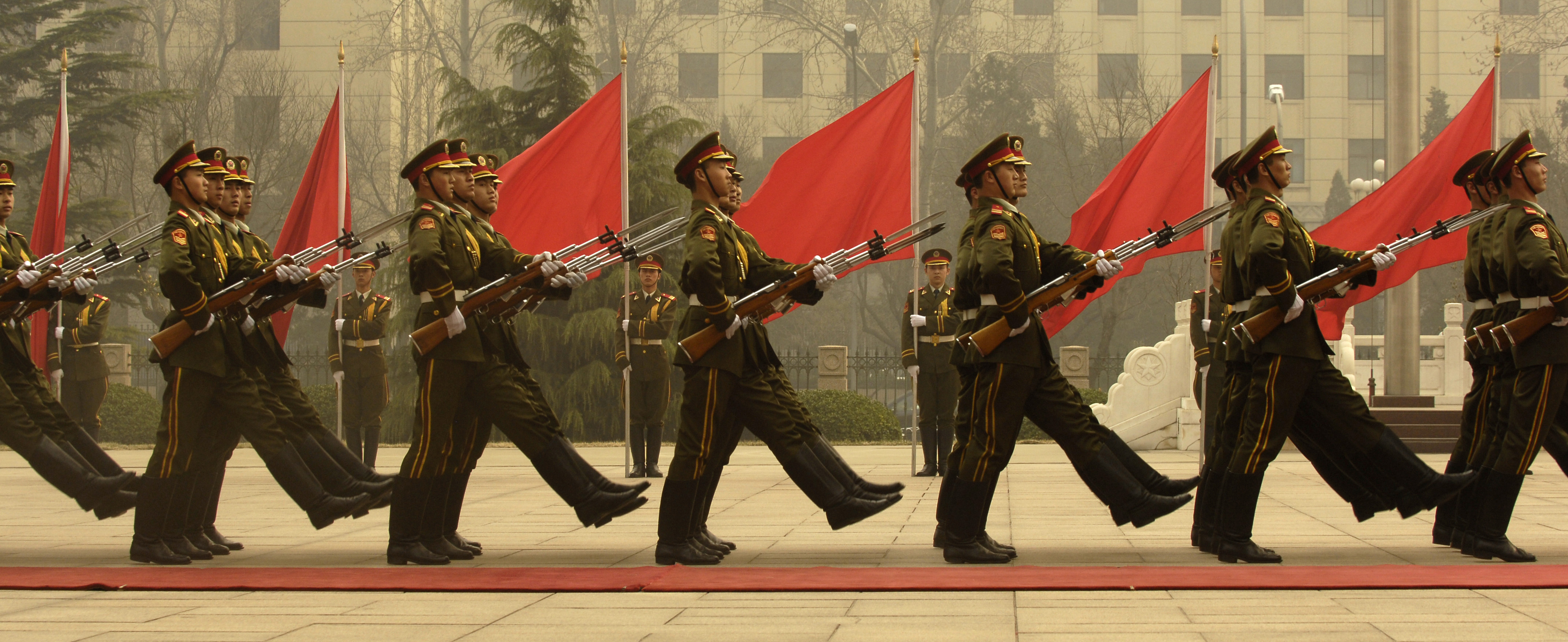
Gleichschritt

Historisch nachweisbar ist der Gleichschritt bereits für die griechische Antike, wo er der Verstärkung der Angriffswucht der Hoplitenphalanx diente. Im ersten Buch seines Hauptwerks De re militari beschreibt der römische Kriegstheoretiker Vegetius die Bedeutung des Gleichschritts.

## Nationale Traditionen

### Deutschland
Der Gleichschritt wurde in Deutschland erstmals von Fürst Leopold I. von Anhalt-Dessau in der preußischen Armee eingeführt.
Bei der Bundeswehr sind heute eine Schrittfrequenz von 114 Schritt/Min. sowie eine Schrittlänge von 80 cm vorgeschrieben. Gestartet wird mit dem linken Fuß auf das Kommando: „Im Gleichschritt – Marsch!“ Gehalten wird auf das Kommando mit der Ankündigung: „Abteilung – Halt!“, wobei das Halt das Ausführungskommando ist, wenn sich der rechte Fuß auf dem Boden befindet. Dann wird der linke Fuß nach vorn bewegt.
Der preußische Stechschritt (dort Paradeschritt) wurde nach dem Zweiten Weltkrieg nur noch von der NVA gepflegt. Marschiert wurde dieser im traditionellen Tempo von 114 Schritt/Min.

### Österreich
Beim österreichischen Bundesheer werden „Im Schritt – Marsch!“ und „(die jeweilige Formation – Gruppe/Zug/Kompanie) – Halt!“ verwendet, wie bei jedem Kommando besteht der Befehl aus einem Ankündigungs- (wird lang und gedehnt gesprochen) und einem Ausführungsteil (wird kurz und prägnant gesprochen).
Österreich pflegt den traditionellen österreichischen Paradeschritt. Diesen kennzeichnen sehr ruckartige Schritte, bei jenen die Füße möglichst wenig Zeit in der Luft verbringen sollen, wodurch er sich vom preußischen Paradeschritt maßgeblich unterscheidet.

### Schweiz
Bei der Schweizer Armee werden Gleichschritt in der Zugschule präsentiert. Das Kommando lautet „vorwärts – marsch“. Wie bei jedem Kommando besteht der Befehl aus einem Ankündigungs- (z. B. „Zug!“, „Kompanie!“) und einem Ausführungsteil (wird kurz und prägnant gesprochen). Die Schrittkadenz ist 120 Schritte pro Minute.

### Andere Nationen

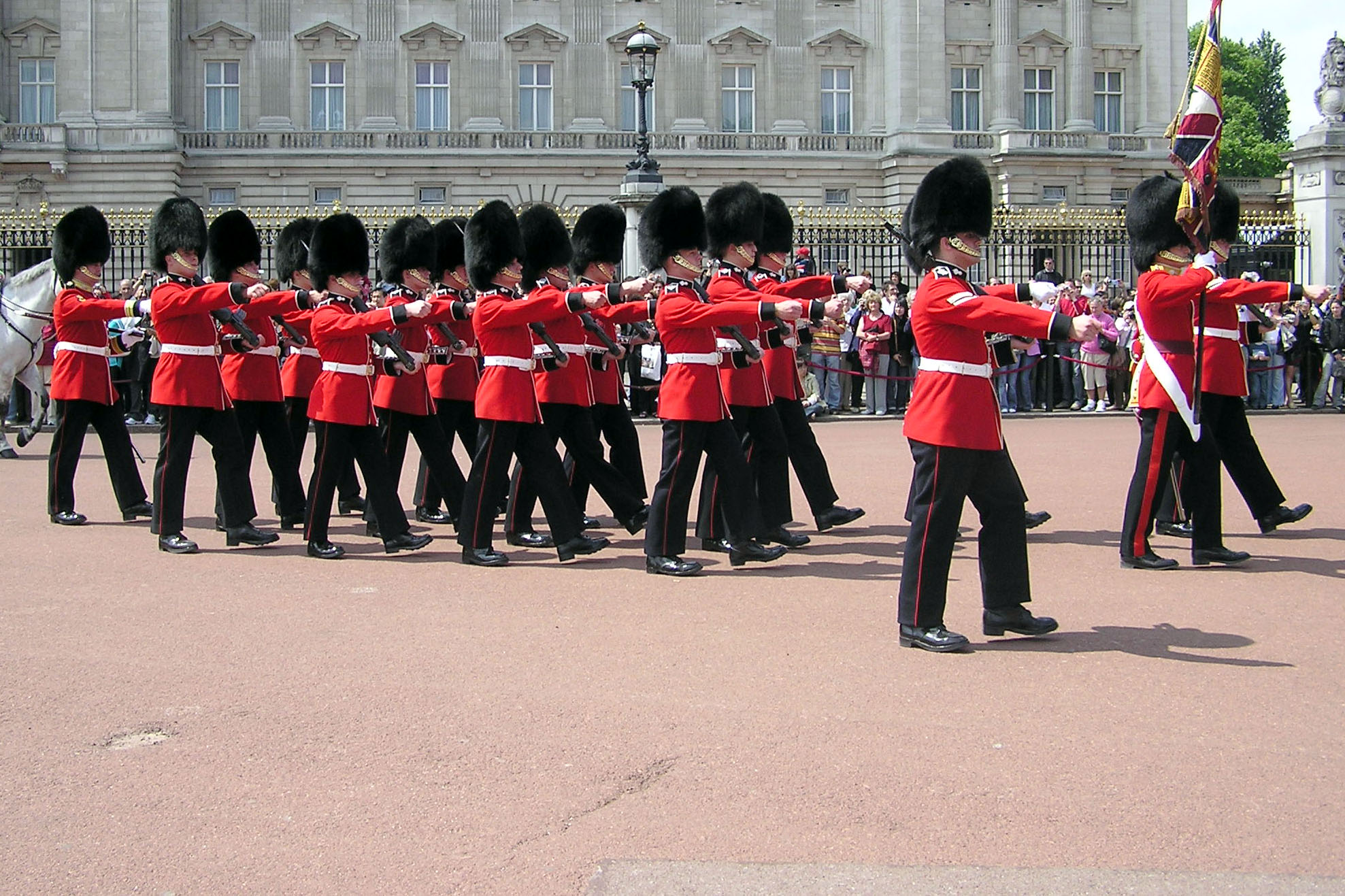
Die Grenadier Guards beim Wachaufzug am Buckingham Palace

In Großbritannien variiert die Schrittlänge und Schrittzahl/Minute je nach Regiment und Musik, die zu dem Marsch gespielt wird. Es gibt den standardmäßigen quick march als schneller Marsch mit 120 Schritt/Min., Leichte-Infanterie-Regimenter marschieren dabei 140 Schritt/Min. und die Highland Regimenter 112 Schritt/Min.

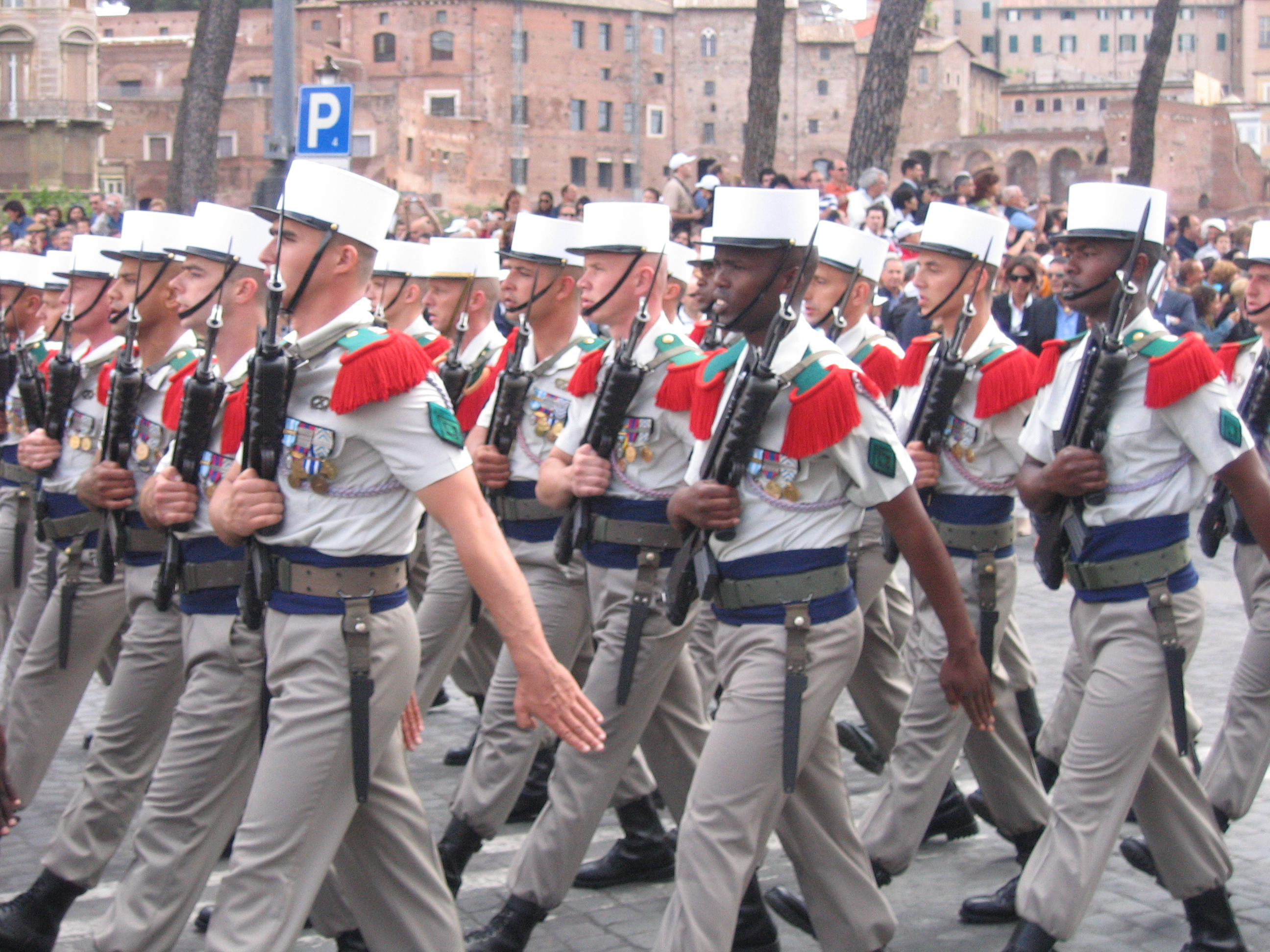
Fremdenlegion bei einer Parade in Rom

In Frankreich werden standardmäßig 110 Schritt/Min. verwendet. Nur die Fremdenlegion verwendet einen extrem langsamen Schritt von 88 Schritt/Min. – und marschiert in Parade und Defilee daher zuletzt.
Das standardmäßig verwendete Marschtempo in den USA ist der Quick March. Dieser sieht ein Tempo von 120 Schritt/Min. bei einer Schrittlänge von 30 Zoll (ca. 75 Zentimeter) vor.
Einen dem preußischen Stechschritt verwandten Gleichschritt verwenden heute immer noch die Streitkräfte zahlreicher kommunistischer oder ehemals kommunistischer Staaten, z. B. Russland, die Volksrepublik China, Nordkorea oder Armeen in Afrika. In der ehemaligen Sowjetunion bzw. Russland sind 120 Schritt/Min. üblich.

## Resonanzeffekte
Der Rhythmus der gleichmäßig aufstampfenden Füße kann erhebliche Schwingungen erzeugen, die im Extremfall, falls die Schrittfrequenz die Resonanzfrequenz trifft, eine Brücke zum Einsturz bringen können (siehe Resonanzkatastrophe); deshalb ist nach § 27 Abs. 6 der deutschen StVO auf Brücken der Gleichschritt verboten. Das Kommando bei der Bundeswehr hierzu lautet „ohne Tritt (Marsch)!“.